# Speleonectes epilimnius
Speleonectes epilimnius is een ladderkreeftensoort uit de familie van de Speleonectidae. De wetenschappelijke naam van de soort is voor het eerst geldig gepubliceerd in 1999 door Yager & Carpenter.